# مات سميث (سياسي)
مات سميث (بالإنجليزية: Matt Smith)‏ هو سياسي أسترالي، ولد في 18 مارس 1978 في أستراليا. انتخب عضو مجلس النواب تسمانيا من الجمعية عن دائرة Division of Franklin (state) ‏ (29 أغسطس 1998 – 20 يوليو 2002).